# 巴彦查干乡
巴彦查干乡，是中华人民共和国黑龙江省大庆市杜尔伯特蒙古族自治县下辖的一个乡镇级行政单位。

## 行政区划
巴彦查干乡下辖以下地区：
朝尔村、巴彦他拉村、永珍王府新村、和南村、和平村、大庙村和太和村。